# Полосатый угрехвост
Полосатый угрехвост, или угрехвостый сом, или колючий морской сом, или кумал (лат. Plotosus lineatus), — вид лучепёрых рыб семейства угрехвостых сомов. Широко распространены в Индо-Тихоокеанской области. Максимальная длина тела 32 см.

## Описание
Тело удлинённое, сплюснутое в передней части и несколько сжатое с боков в задней части, сужается к хвостовой части. Тело без чешуи или костных пластинок. Голова большая, широкая, сжата в дорсо-вентральном направлении; рыло закруглённое. Глаза маленькие. Рот поперечный, его окружают четыре пары усиков. Одна пара расположена между передними и задними ноздрями, вторая пара — в углах рта и две пары на нижней челюсти. Все усики короткие, их окончания доходят до или немного заходят за задний край глаза. Ноздри хорошо разделены. Передние ноздри трубчатые, расположены на верхней губе, направлены вперёд; задние ноздри в виде щели. В первом спинном плавнике один колючий и 4—5 мягких лучей. В грудных плавниках 1 колючий и 10—11 мягких лучей. Колючие лучи в плавниках зазубренные с обоих краёв. Второй спинной и анальный плавники соединены с хвостовым плавником в единый длинный плавник с 139—200 мягкими лучами. На середине брюха перед началом анального плавника расположен дендритный орган. Боковая линия полная, проходит вдоль середины тела и достигает основания хвостового плавника.

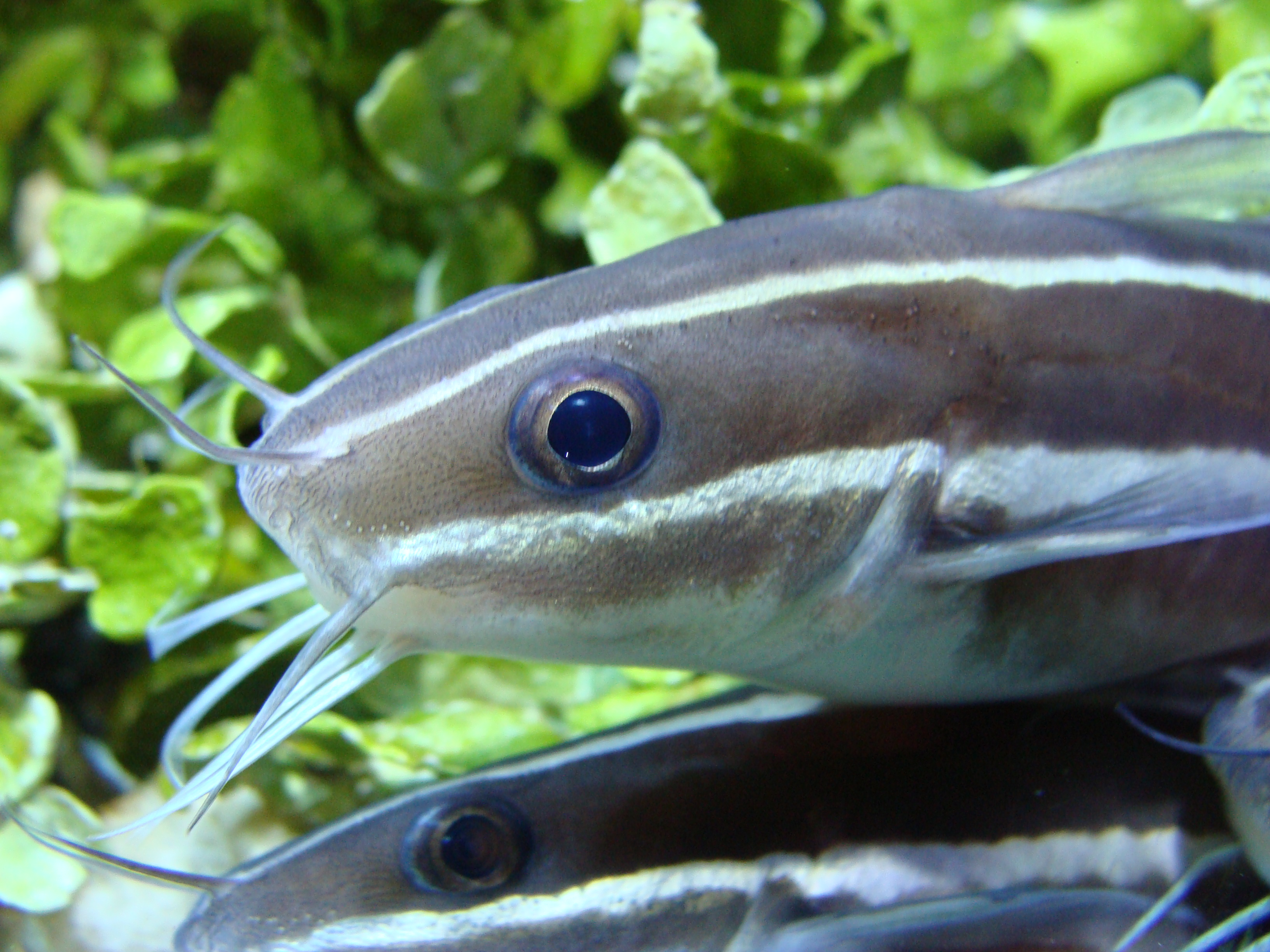

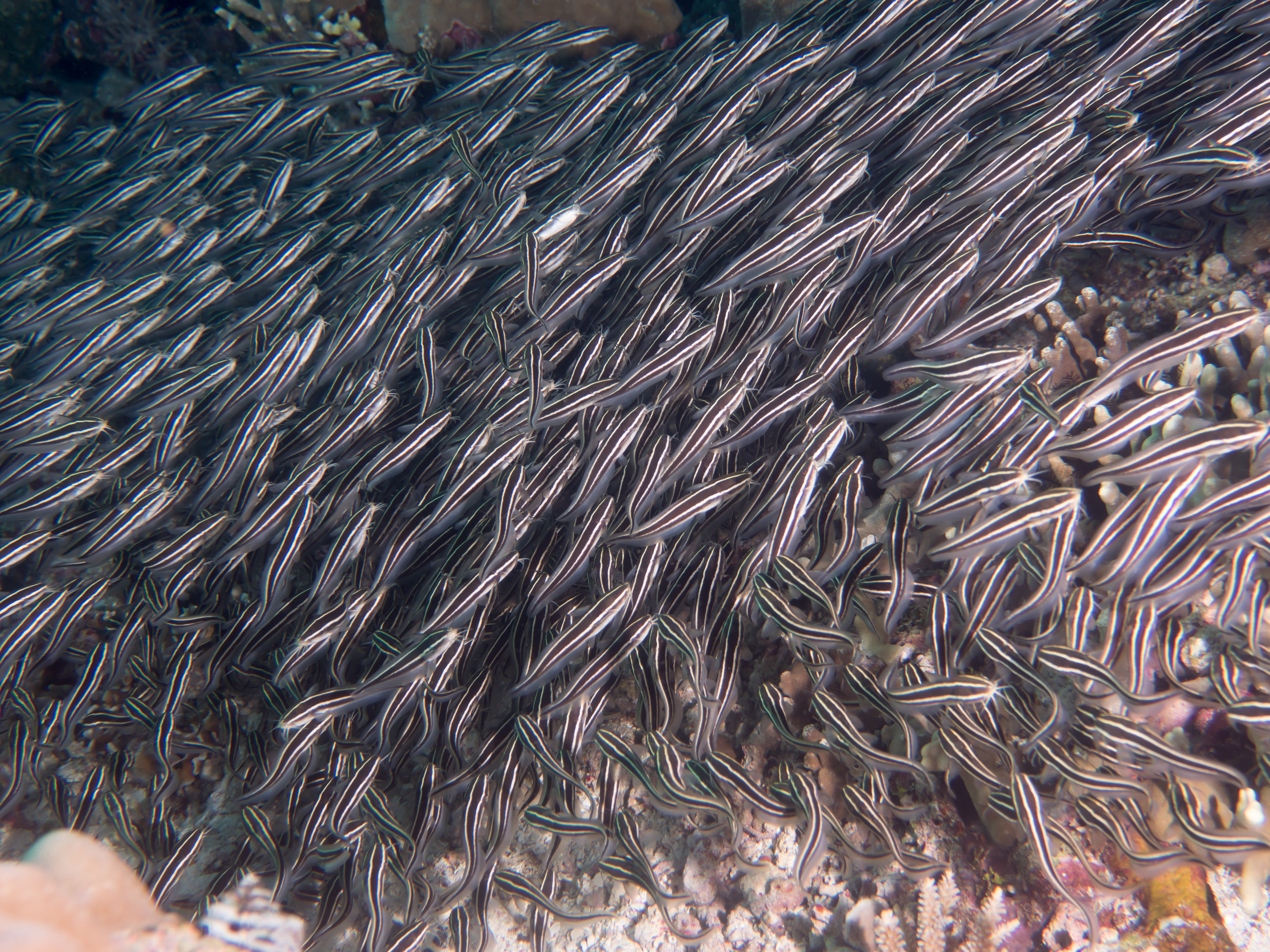

Голова и тело от тёмно-коричневого до серовато-коричневого цвета. По бокам тела проходят по две (с каждой стороны тела) бледные полосы, которые заходят и на голову. У крупных особей полосы менее выражены.
Зазубренные колючие лучи первого спинного и грудных плавников связаны с ядовитыми железами, и их укол может нанести очень болезненную рану.
Максимальная длина тела 32 см, обычно до 25 см.

## Биология
Морские прибрежные рыбы. Обитают на рифах, в открытых прибрежных районах и эстуариях. Взрослые особи встречаются поодиночке или небольшими группами, обычно под уступами или в углублениях рифов; молодь образует плотные скопления (до 100 особей) на открытых участках. Питаются лонными ракообразными, моллюсками, полихетами и иногда рыбами. В нерестовый сезон образуют пары. Самцы сооружают гнёзда под камнями и другими крупными обломками. После нереста самки покидают кладку, а самцы охраняют икру до вылупления молоди. Икра донная, личинки и молодь — пелагические.

## Ареал
Широко распространены в тропических районах Индо-Тихоокеанской области от восточного прибрежья Африки и Красного моря до Самоа и Новой Гвинеи, на севере до южной Японии и Кореи и на юг до Австралии и острова Лорд-Хау. Проникли в Средиземное море. Иногда заходят в пресные воды в восточной Африке и на Мадагаскаре.